# Orchomene crenata
Orchomene crenata is een vlokreeftensoort uit de familie van de Lysianassidae. De wetenschappelijke naam van de soort is voor het eerst geldig gepubliceerd in 1925 door Chevreux.